# عبد الحليم الكيلاني
عبد الحليم محمد رسول الكيلاني (مواليد السلط عام 1957) هو مهندس أردني، شغل منصب رئيس لجنة أمانة عمان الكبرى منذ يناير / كانون الثاني 2012، وحتى أيلول/ سبتمبر 2013. حاصل على وسام الاستقلال من الدرجة الرابعة عام 1985. وهو ابن السياسي الراحل محمد رسول الكيلاني أول رئيس لجهاز المخابرات الأردنية.

## مناصبه
شغل مناصب عدة في أمانة عمان الكبرى منذ عام 1984 وحتى اقالته في عام 2010 حيث كان يشغل حينها منصب مستشار للامين، وقد ترددت كثير من الشائعات حول السبب الحقيقي لاقالته والذي عزاه البعض إلى توتر العلاقة بين عبد الحليم الكيلاني وأمين عمان السابق عمر المعاني نتيجة اعتراض الكيلاني على تجاوزات المعاني والتي اعتبرها غير مقبولة، وردا على معارضته الشديدة فقد تم تجميده ومن ثم احالته إلى التقاعد في 27/1/2010 بحجة تطوير الأداء المؤسسي (الهيكلة) في الأمانة.

## انتقادات
تعرض الكيلاني لانتقادات كثيرة داخل الأردن، خصوصا بعد العجز الكبير للأمانة عن تنظيف المدينة وإزالة النفايات التي بدأت بالانتشار بشكل غير مسبوق في شوارعها. كما تم انتقاد أداء كادر الأمانة بعد غرق عمّان لعدة أيام بسبب الأمطار الغزيرة التي تساقطت في يناير 2013، ولعدم وجود صيانة للبنية التحتية للمدينة، بالإضافة إلى وجود شبهات فساد في التعيينات داخل الأمانة. يشار إلى أن محكمة بداية عمّان قد أصدرت في بداية عام 2012 حكما بالحجز على أملاك وأراضي ورثة رئيس جهاز المخابرات الأسبق محمد رسول الكيلاني، ومنهم عبد الحليم الكيلاني.
بالمقابل، يرد الكيلاني على هذه الإتهامات بوقفه للتعينات ومحاربة الفساد داخل الأمانة، ويعزو الضعف الحالي في أداء الأمانة بتنظيف العاصمة إلى أمناء عمّان السابقين الذين حمّلوا الأمانة أكثر من طاقتها من مشاريع واستملاكات كبرى، مما أثر على ميزانيتها الحالية حسب رأيه.